# Ranunculus gracilis
Ranunculus gracilis là một loài thực vật có hoa trong họ Mao lương. Loài này được E.D.Clarke miêu tả khoa học đầu tiên năm 1813.